# Dietrich Peltz
Dietrich Peltz (Gera, 9 de junho de 1914 — Munique, 10 de agosto de 2001) foi um piloto durante a Segunda Guerra Mundial se tornando o mais jovem general da Wehrmacht.

## Biografia
Peltz começou a pilotar desde cedo, tendo o seu brevê de piloto civil quando tinha apenas 18 anos, antes mesmo de concluir o seu curso de graduação na Faculdade. Ingressou na nova Luftwaffe no ano de 1935 como sendo um cadete, se tornando um Leutnant no dia 20 de abril de 1936, sendo então designado para servir na Sturzkampfgeschwader 162 Immelmann, que utilizava os Henschel Hs 123, passando a ser equipada com o Junkers Ju 87 pouco tempo depois. Esta unidade passou a ser denominada St.G 2.

## Segunda Guerra Mundial
Com o início da Segunda Guerra Mundial, Peltz participou da Campanha da Polônia onde voou em 45 missões de combate. Participou durante toda a ofensiva da Blitzkrieg durante a primavera de 1940, tendo sido condecorado com a Cruz de Ferro de 2ª e de 1ª Classes. Após este período, foi indicado para participar dos treinamentos para a conversão de sua unidade para os bombardeiros Junkers Ju 88 na localidade de Greifswald, tendo juntando-se a Kampfgeschwader 77 em agosto de 1940.
O Oberleutnant Dietrich Peltz voou em várias missões durante a Batalha da Inglaterra. Como os caças aliados levavam uma considerável vantagem sobre os bombardeiros alemães, Peltz desenvolveu uma tática para neutralizar os ataques dos caças Spitfire da RAF, chamado de caça à baleia: quando ele era atacado pelos caças, ele mergulhava para dentro de uma nuvem e se dirigia na direção oposta, utilizando-se de sua habilidade na utilização dos instrumentos para o voo cego, conseguindo assim despistar os inimigos.
Nos combates sobre o Canal da Mancha, Peltz era parte de uma das poucas tripulações que conseguiam voar sobre a Inglaterra em missões de voo noturno, onde tinham como alvos as estações de trens, bases aéreas e complexos industriais. Em reconhecimento as suas ações e de seu total de 70 missões de combate durante a Batalha da Inglaterra - tendo um total de 130 missões, o Oberleutnant Peltz foi condecorado com a Cruz de Cavaleiro da Cruz de Ferro no dia 14 de outubro de 1940, sendo então Staffelkapitän do 1./KG 77.
Durante o verão de 1941, Peltz foi enviado para a Prússia Oriental juntamente com a sua unidade, onde passou a atuar em missões contra as forças soviéticas. Foi promovido para Hauptmann em março de 1941 e designado Kommandeur do II/KG 77. Com o crescente sucesso de sua unidade, Peltz foi condecorado com a Cruz de Cavaleiro da Cruz de Ferro com Folhas de Carvalho no dia 31 de Dezembro de 1941 se tornando o 46º soldado da Wehrmacht a receber esta condecoração. Foi promovido para a patente de Major e em 1942 foi nomeado Comandante Oficial da Verbandsführerschule der Kampfflieger uma nova Academia de Voo da Luftwaffe, com base em Foggia, Itália, numa posição com poderes abrangentes tendo que se reportar unicamente ao próprio Hermann Göring. Recebeu tal prestígio pelo fato de que com a sua pouca idade, tendo apenas 28 anos, era considerado como sendo o maior especialista em sua área. Com o avanço da guerra, a academia foi re-agrupada para iniciar a formação de uma nova unidade especial de combate no segundo semestre de 1942, tendo Peltz se tornado o comandante desta no dia 1 de Agosto de 1942. Uma de suas unidades, o I/KG 60, tinha como principal objetivo atacar os comboios marítimos utilizando as novas bombas teleguiadas recém criadas: as Henschel Hs293 e Fritz X.
Peltz e seus homens passaram a atacar os comboios americanos e ingleses no Oceano Ártico que iam em direção ao porto soviético de Murmansk e mais tarde, os navios dos Estados Unidos que apoiavam a invasão aliada na Itália. No começo do ano de 1943, Peltz foi promovido para Oberst e designado Líder de Ataques à Inglaterra (em alemão: Angriffsführer England), assumindo o comando do IX. Fliegerkorps. No dia 23 de julho de 1943, Peltz foi convocado por Hitler para comparecer no seu quartel-general na Prússia Oriental, onde recebeu as Espadas da Cruz de Cavaleiro, se tornando assim o 31º homem da Wehrmacht a receber tal condecoração. A cidade de Hamburgo sofreu um pesado ataque aéreo durante a noite de 24 de Julho de1943 e em retaliação, Hitler decidiu iniciar uma grande ofensiva e mesmo com os esforços de Peltz a ofensiva de ataques aéreos contra as cidades britânicas não obteve os resultados esperados devido ao grande apoio dos Estados Unidos.
Ainda assim, Dietrich Peltz acabou se tornando o mais jovem soldado de toda a Wehrmacht a se tornar um General em Outubro de 1944, sendo promovido para Generalmajor. Durante os últimos meses da Segunda Guerra Mundial, Peltz atuou como Jagdführer e se tornou responsável pela defesa aérea do Reich no dia 1 de março de 1945.

## Pós-guerra
Com o término da guerra, foi feito prisioneiro de guerra pelos aliados, mas foi libertado logo em seguida. Não retornou para o serviço militar na nova Bundesluftwaffe, provavelmente pelo fato de sua proximidade com Göring, tendo atuado então na iniciativa privada como empresário e ainda assim voou até ter ultrapassado os 80 anos de idade.
O Generalmajor Dietrich Peltz, era o último general ainda vivo da Luftwaffe, faleceu de causas naturais aos 87 anos de idade no dia 10 de agosto de 2001, em Munique, Alemanha.